# Apoño
Apoño, właśc. Antonio Galdeano Benítez (ur. 13 lutego 1984 w Maladze) – hiszpański piłkarz występujący na pozycji pomocnika. Od 2012 zawodnik klubu Real Saragossa.

## Kariera
Apoño karierę rozpoczął w mało znanym klubie z Andaluzji, Unión Deportiva San Pedro. Następnie w latach 2004–2007 grał w klubie UD Marbella. W lipcu 2007 roku trafił do klubu grającego w Segunda División, Málaga CF, w którym zadebiutował 26 sierpnia 2007 roku w meczu z UD Salamanca. Zaś w Primera División zadebiutował 31 sierpnia 2008 roku w meczu z Atlético Madryt. W 2012 roku przeszedł do Realu Saragossa.
| Sezon     | Klub           | Liga             | Mecze | Gole |
| --------- | -------------- | ---------------- | ----- | ---- |
| 2007/2008 | Málaga CF      | Segunda División | 31    | 1    |
| 2008/2009 | Málaga CF      | Primera División | 32    | 9    |
| 2009/2010 | Málaga CF      | Primera División | 24    | 2    |
| 2010/2011 | Málaga CF      | Primera División | 27    | 2    |
| 2011/2012 | Málaga CF      | Primera División | 6     | 1    |
| 2011/2012 | Real Saragossa | Primera División | 17    | 5    |
| 2012/2013 | Real Saragossa | Primera División |       |      |